# Young Guns (singolo)
Young Guns è il singolo di debutto di Lewi White, con Ed Sheeran, Yasmin, Griminal e Devlin. È stato pubblicato l'8 luglio 2011 dalla 360 Records.

## Video musicale
Il video musicale di Young Guns è stato pubblicato su YouTube il 10 giugno 2011. È stato diretto Carly Cussen.

## Tracce
Digital download - Single
1. Young Guns (Radio Edit) – 3:18
2. Young Guns (Music Video) – 3:24

Digital download - EP
1. Young Guns (Full version) – 3:31
2. Young Guns (Instrumental) – 3:31
3. Young Guns (Radio Edit) – 3:18
4. Young Guns (Instrumental Radio Edit) – 3:18

## Classifiche
| Classifica                               | Maggiore posizione |
| ---------------------------------------- | ------------------ |
| UK Indie (Official Charts Company)       | 10                 |
| UK Singles (The Official Charts Company) | 86                 |

## Date di pubblicazione
| Nazione     | Data           | Formato                   | Etichetta   |
| ----------- | -------------- | ------------------------- | ----------- |
| Regno Unito | 8 luglio 2011  | digital download - Single | 360 Records |
| Regno Unito | 10 luglio 2011 | digital download - EP     | 360 Records |